# СЕС Рені

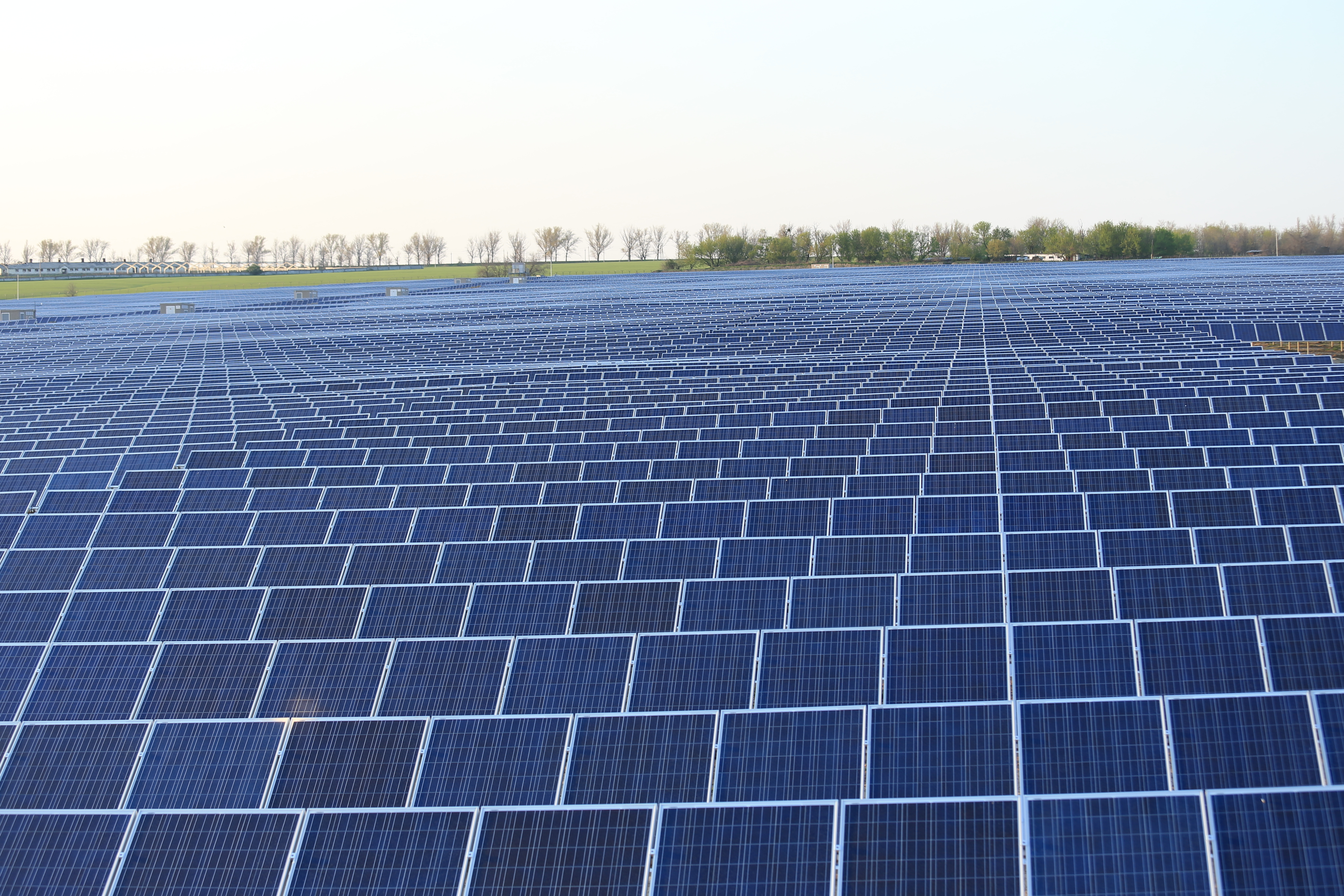
Сонячна електростанція Лиманська (43,4 МВт)

Лиманська сонячна електростанція — сонячна електростанція. Розташована в південній частині Одеської області поблизу м. Рені. Будівництва компанії Activ Solar.
На півдні Одеської області працює ТОВ «Лиманська Енерджі 1» і ТОВ «Лиманська Енерджі 2» потужністю 21,39 МВт і 21,98 МВт відповідно.

## Історія
У квітні 2013 року Activ Solar оголосила про початок пусконалагоджувальних робіт на СЕС Лиманська потужністю 43,4 МВт . Сонячний парк розташований в південно-західній частині Одеської області. Сонячна електростанція Лиманська складається з 181 192 мультикристалічних сонячних модулів, встановлених в один ряд, і 41 інверторної станції. Станція буде виробляти 59415 МВт мегават-годин чистої електроенергії на рік, що дозволить скоротити викиди вуглекислого газу до близько 46 179 тонн на рік.
Китайська державна компанія CNBM викупила станцію в Activ Solar, яку пов'язували з братами Клюєвими в 2016 році.